# Nikolaï Figner
Pour les articles homonymes, voir Figner.
Nikolaï Nikolaïevitch Figner (1857-1918) est un ténor russe et partenaire à la ville comme à la scène de Medea Mei-Figner.
Nikolaï et Medea Figner ont eu chacun une carrière séparée avant leur mariage, et de nouveau après leur divorce en 1904, mais pendant les quinze années de leur mariage, entre 1889 et 1904. Ils ont presque toujours chanté dans les mêmes représentations. Ils ont créé les rôles principaux du ténor et de la soprano dans deux opéras de Tchaïkovski – La Dame de Pique et Iolanta – et sont apparus dans un certain nombre d'autres premières de la musique russe.

## Biographie
Nikolaï Figner est né à Nikiforovka, près de Kazan, en février 1857. C'est un frère de la révolutionnaire Véra Figner (1852-1942), membre du groupe terroriste Narodnaïa Volia. Il rejoint la marine russe comme aspirant, et atteint le grade de lieutenant. Il prend sa retraite en 1881 pour étudier le chant avec Vassili Samus, I. P. Prianitchnikova et Camille Everardi (en) au conservatoire de Saint-Pétersbourg.
Figner se rend ensuite en Italie, où il fait ses débuts à Naples dans Philémon et Baucis de Gounod en 1882. Il chante au Théâtre San Carlo de Naples et apparaît dans d'autres endroits en Italie pendant un certain nombre d'années. Pendant cette période en Italie, Figner a l'occasion d'étudier avec l'éminent professeur de chant Francesco Lamperti et reçoit également l'instruction de E. de Roxas. Figner se produit aussi à Madrid, à Bucarest et à Londres à la Royal Opera House, Covent Garden. Il voyage en Amérique du Sud durant cette période. Le 4 novembre 1886, à Turin, il chante le rôle de ténor principal lors de la création mondiale de la version révisée d'Edmea d'Alfredo Catalani, première apparition d'Arturo Toscanini en tant que chef d'orchestre en Italie après son premier triomphe en Amérique du Sud,,. Au cours de ses tournées, il  chante des rôles tels que Arnold dans Guillaume Tell de Rossini, le Duc de  Rigoletto de Verdi et Carlo dans Linda di Chamounix de Donizetti.
Il apparaît sur scène avec Medea Mei dans une production de La Favorite de Donizetti. Ils ont une liaison, et il la ramène en Russie en 1887. Deux ans plus tard, ils se marient. 
Figner s’établit rapidement comme le principal ténor du Théâtre Mariinsky, jusqu'en 1903, lorsque Vladimir Teliakovski met fin à son contrat.
Il chante dans des opéras d'autres compositeurs russes dont Alexandre Borodine (Vladimir dans le Prince Igor), Alexandre Dargomyjski (le Prince dans Roussalka), et Anton Rubinstein (Sinodal dans Le Démon). C'est un bel homme, il projette une mémorable présence sur scène et chante avec sensibilité et style.
Nikolaï Figner passe du temps avec Tchaïkovski dans les jours qui ont suivi la création de sa Symphonie n° 6 
 Pathetique en octobre 1893. Plus tard, il lui rend visite dans l'appartement de Modeste Tchaïkovski pendant la maladie terminale du compositeur. Il y revient immédiatement après sa mort, le 6 novembre 1893, pour aider Rimsky-Korsakov à mettre en place le corps.
Les Figner divorcent en 1904. Il fait ses adieux au Théâtre Mariinsky, le 28 décembre 1907 dans Roméo et Juliette avec Lydia Lipkowska dans le rôle de Juliette qui fit ses débuts non autorisés avec lui.
De 1910 à 1915, Figner dirige et chante avec la troupe de la Narodny Dom de Saint-Pétersbourg . En 1917, il déménage en Ukraine, où il enseigne au conservatoire de Kiev. Il perd la plupart de ses biens pendant la Révolution russe de 1917, et meurt dans la pauvreté à Kiev, le 13 décembre 1918, à 61 ans.

## Enregistrements
Leurs deux voix peuvent être entendues sur l'album d'anthologie The EMI Record of Singing, tandis qu'une sélection complète de leurs enregistrements a été enregistrée sur disque compact par le label Symposium en 2000. Ce double Cd porte le numéro de catalogue 1255/1256.